# Aram Mp3
Aram Sargsyan (en armenio: Արամ Սարգսյան; Ereván, Armenia, 5 de abril de 1984), conocido por su nombre artístico Aram Mp3 (Արամ Mp3), es un cantante, compositor, cómico, showman y actor armenio. En 2014 representó a su país en el Festival de Eurovisión 2014 que se celebró en Copenhague, Dinamarca; finalizando en 4° puesto, igualando el mejor resultado histórico del país.

## Biografía

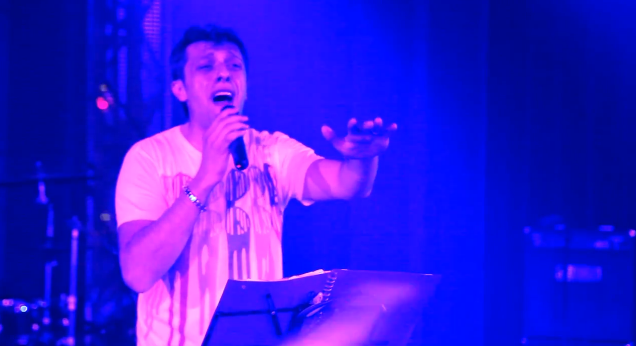
Aram Mp3 en una presentación en un club (2013)

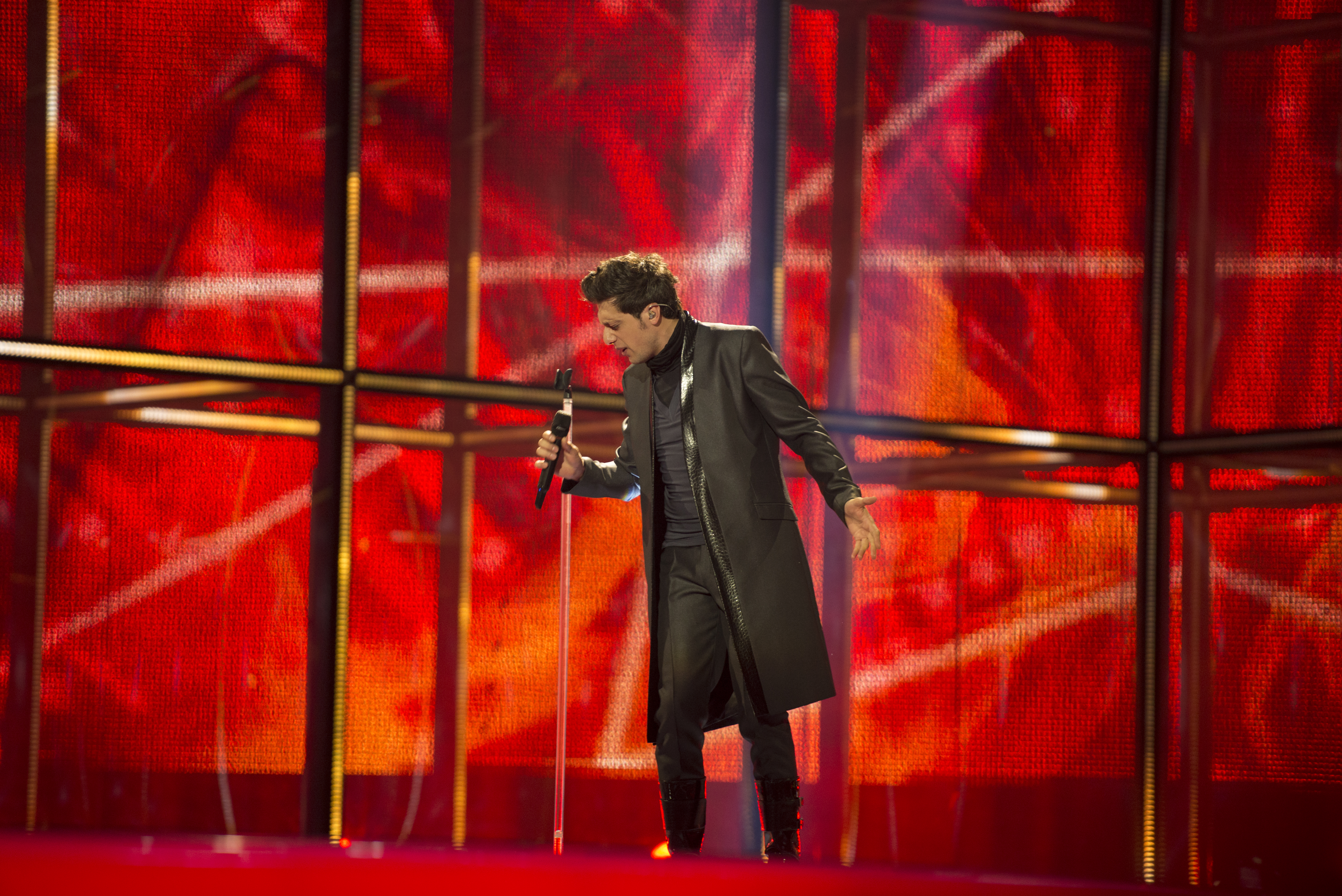
Aram Mp3 durante su presentación en el Festival de Eurovisión 2014

Aram Sargsyan nació en la capital de Armenia, Ereván. Asistió a la Universidad Estatal de Medicina de Ereván y se graduó en 2006. Durante sus estudios, actuó en el show cómico ruso KVN, primero entre universitarios armenios y luego formando parte del equipo armenio Ararat en Moscú.
En 2006, Aram se unió a otros populares cómicos formando el grupo 32 Atam (32 dientes). En sus primeros años en 32 Atam solía realizar versiones humorísticas de populares canciones bajo el seudónimo de "Aram Mp3", en alusión al formato de audio MP3.
En 2007 se convirtió en el ganador del programa 2 Astgher (2 estrellas) de la televisión Armenia 1 TV.
En ese tiempo Aram comenzó a actuar en directo en clubes de jazz y blues, grabó canciones y lanzó vídeos musicales. Formatos televisivos como X Factor, Armenian Idol, My Name Is..., Power Of 10 fueron presentados por él, lo que le hizo ganar más fama. En 2010 Aram y sus amigos crearon Vitamin Club. Desde entonces ha presentado numerosos show en Armenia TV.
El 31 de diciembre de 2013, Aram Mp3 fue seleccionado por la televisión Armenia como representante en el Festival de Eurovisión 2014. El 14 de marzo de 2014 se anunció que Aram cantará la canción "Not Alone". En el 2014 también participó en el programa the voice of Armenia

## Vida personal
Aram está casado con Anna Margaryan desde abril de 2008 y tiene un hijo nacido en junio de 2011.

## Discografía

### Sencillos
- 2013: «Shine»
- 2013: «If I Tried»
- 2013: «Just Go On»
- 2014: «Not Alone»